# Carol Cady
Carol Therese Cady (* 6. Juni 1962 in Los Alamos, New Mexico) ist eine ehemalige US-amerikanische Leichtathletin. Sie trat bei internationalen Meisterschaften im Kugelstoßen und Diskuswurf an.

## Karriere
Bei den Olympischen Spielen 1984 in Los Angeles belegte Cady mit 17,23 Meter den siebten Platz. 1985 bei den Hallenweltspielen in Paris-Bercy wurde sie mit 15,44 Meter Achte. 1988 trat sie bei den Olympischen Spielen 1988 in Seoul im Diskuswurf an und belegte den elften Platz mit 63,42 Meter. 1985 und 1986 war Cady US-Meisterin im Diskuswurf.
Die 1,70 m große Cady war auch im Gewichtheben aktiv, sie wurde 1985, 1986 und 1989 US-Meisterin im Halbschwergewicht und 1988 Meisterin im Schwergewicht. Die Gewichtsgrenze zwischen den beiden Klassen lag in den 1980er Jahren bei 82,5 kg.

### Weltrekorde im Hammerwurf
Während Cadys Karriere wurde der Hammerwurf für Damen bei Meisterschaften nicht ausgetragen. Cady gehörte in dieser Disziplin zu den Pionierinnen und stellte mehrere inoffizielle Weltrekorde auf:
- 41,99 m – 10. April 1982 – Stanford
- 48,13 m – 27. November 1982 – Stanford
- 53,65 m – 28. April 1984 – Berkeley
- 57,51 m – 5. Mai 1984 – Berkeley
- 58,52 m – 11. Juni 1988 – Los Gatos
- 58,94 m – 10. Juli 1988 – Los Gatos

### Bestleistungen
- Kugel: 17,70 m (1986)
- Diskus: 66,10 m (1986)
- Hammer: 58,94 m (1988)[3]